# Döda skogen (rollspel)
Döda Skogen är ett äventyr till rollspelet Drakar och Demoner, utgivet 1985 av Äventyrsspel. Äventyret är den inledande delen i trilogin Ärans väg, som åtföljs av Maktens portar och Mörkrets hjärta.
Äventyret är ett av de första som trycktes och såldes separat för Drakar och Demoner, det är avsett att läsas och spelas ihop med reglerna i 1985 års utgåva. Äventyret innehåller lite extramaterial att utöka reglerna med: Monstret kummelgast, besvärjelsen Sigill och kortfattade regler om bruket av magiska symboler.
Äventyrets mål är att finna nycklarna till Maktens Portar. Vid äventyrets början vet spelarna inget om vare sig mål eller metod utan de leds dit via ledtrådar, möten och utforskande av förtrollade platser så som Döda Skogen.